# Peter Weck

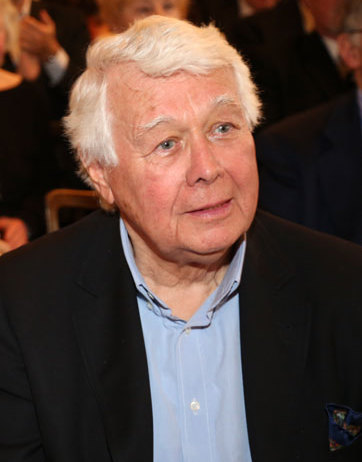
Peter Weck.

Peter Weck, född 12 augusti 1930 i Wien, Österrike, är en österrikisk skådespelare och regissör. Weck som filmdebuterade 1954 har medverkat i tyskspråkiga filmer och TV-produktioner in på 2010-talet. Han har också tilldelats flera österrikiska kulturpriser.

## Filmografi, urval
- 1954 – Första valsen
- 1955 – Sissi
- 1962 – Sången är mitt liv
- 1963 – Kardinalen
- 1999 – Aimée & Jaguar